# Lingua nyamwezi
Il nyamwezi (anche nyamwesi; nome nativo kinyamwezi) è una lingua bantu dell'Africa orientale.
La lingua nyamwezi viene parlata da circa un milione di persone, appartenenti all'omonimo gruppo etnico (nome nativo wanyamwezi) stanziato nella parte nordoccidentale della Tanzania (regioni di Tabora, Shinyanga, Rukwa, Singida e Mbeya), una regione che prende il nome di Unyamwezi (terra dei nyamwezi).
All'interno del gruppo delle lingue bantu, viene classificata nel sottogruppo delle lingue sukuma-nyamwezi (F20), che comprende altre parlate simili della Tanzania occidentale, tra cui il sukuma, la principale lingua della zona.